# استاد معنوی
یک استاد معنوی کسی است که با پیروی از یک سنت یا با دریافت اتصال یا وصایت عهدی از نوعی آئین تشرف ،مشروعیت ابداع یا آموزش یک طریق معنوی را کسب میکند . آموزه های او فارغ از هر شرایطی با هدف بیداری معنوی ارائه میشود. 
اصطلاحات مختلفی که به استاد معنوی اطلاق میشود : 
- گورو در هند؛
- لاما در بودیسم تبت ؛
- شیخ در اسلام ؛
- راهب بزرگ ، پدر معنوی یک صومعه در مسیحیت ؛

از اوایل قرن بیستم با ورود اصطلاح گورو که بعضاً در مورد استادان معنوی جعلی و خودخوانده بکار میرود جنجالهای حقوقی و اجتماعی بسیاری حول این موضوع ثبت شد 
به گفته فردریک لنوآر : 
« به‌طور کلی در شرق و همچنین در حال حاضر با ورود فرهنگ شرقی در غرب نیز استاد معنوی نقش محوری اقتدار مذهبی را به دست گرفته است بعلاوه حضور یک استاد برای آموزش سنتهای مکتوب، مراقبه و ایجاد تحولات درونی بمنظور استحاله ی باطنی ضروری بوده و بنابراین حضور او برای انتقال معرفت، معنویت و قدرت حقیقی مذهبی-عرفانی الزامی است.» 